# Frans Klein (televisiebestuurder)
Frans Klein (Hilversum, 16 februari 1965) is een Nederlandse televisiebestuurder. Sinds augustus 2023 is Klein Directeur Televisie bij Talpa Network.

## Loopbaan
Klein begon zijn loopbaan bij de VARA. Vanaf 1988 vervulde hij er diverse functies, in 2004 culminerend in de functie van Media-directeur. In die rol was hij medeverantwoordelijk voor de fusie van de omroep met BNN tot BNNVARA per 1 januari 2014. In mei van dat jaar werd hij benoemd tot Directeur Televisie – later Directeur Video – van de NPO, als opvolger van Gerard Timmer. In die rol was hij verantwoordelijk voor de programmering van NPO 1, NPO 2, NPO 3, NPO Start, NPO Zapp en NPO Zappelin en was hij voorzitter van BVN.
Na klachten over grensoverschrijdend gedrag, woede-uitbarstingen en publieke vernederingen door presentator Matthijs van Nieuwkerk en eindredacteuren van het programma DWDD, trad Klein eind 2022 terug in verband met het ingestelde onderzoek. In juli 2023 werd bekend dat Klein Directeur Televisie werd bij Talpa Network, als opvolger van Marco Louwerens. Hier zou hij verantwoordelijk worden voor de programmering van SBS6, Net5, Veronica en SBS9. Klein verliet de NPO op 1 augustus 2023. In januari 2024 kwam aan het licht dat de vertraging in het onderzoek naar de misstanden bij de NPO mede het gevolg was van de opstelling van Klein. Uiteindelijk verscheen op 1 februari 2024 het rapport over omgangsvormen en sociale veiligheid bij de publieke omroep van de Onderzoekscommissie Gedrag en Cultuur Omroepen (OGCO), ‘Niets gezien, niets gehoord, niets gedaan | De zoekgemaakte verantwoordelijkheid’. 